# Pickerington
Pickerington ist eine City in Fairfield County und in Franklin County, Ohio mit 23.094 Einwohnern (Stand: 2020) und ein Vorort der Stadt Columbus. 

## Geographie
Pickerington ist landwirtschaftlich geprägt und liegt zentral in Ohio. Umgeben wird Pickerington von Reynoldsburg im Norden, von Canal Winchester im Süden und von Columbus im Westen.

## Geschichte

### Bevölkerungsentwicklung
| 1880 | 1890 | 1900 | 1910 | 1920 | 1930 | 1940 | 1950 | 1960 | 1970 | 1980  | 1990  | 2000  | 2010   | 2020   |
| 188  | 290  | 263  | 310  | 358  | 366  | 384  | 433  | 634  | 696  | 3.917 | 5.668 | 9.792 | 18.291 | 23.094 |

### Gründung
Pickerington wurde 1815 als Jacksonville gegründet. Als dieses war die Stadt bekannt, bis die Einwohner des Ortes 1827 dafür stimmten, den Namen zu Ehren des Gründers, Abraham Pickering, in Pickerington zu ändern.

## Politik
Der heutige Bürgermeister, Lee A. Grey, wurde im Jahr 2011 gewählt. Sein Vorgänger regierte von 1992 bis 1999. Außer dem Bürgermeister ist ein Stadtrat sowie ein sogenannter City manager (dt. Oberstadtdirektor) vorhanden.

## Kultur und Sehenswürdigkeiten

### Museen
In Pickerington befindet sich die Motorcycle Hall of Fame, eine von der American Motorcyclist Association betriebene Ruhmeshalle des Mottoradsports.  In den Räumen werden unter anderem Motorräder und weitere Gegenstände des Rennsports ausgestellt.

## Wirtschaft

### Bildung
Pickerington besitzt insgesamt 14 Schulen, darunter 7 Grundschulen, 3 Mittelschulen, 2 Junior Highschools und 2 Highschools.

## Söhne und Töchter der Stadt

### In Pickerington geboren
- Arthur Raymond Robinson (1881–1961), Politiker
- Annette Echikunwoke (* 1996), US-amerikanisch-nigerianische Hammerwerferin

### Mit Pickerington verbunden
- James W. Huffman (1894–1980), Politiker, verstarb am 20. Mai 1980 in Pickerington
- Sarah Morrow (* 1969), Posaunistin, wuchs in Pickerington auf